# Galve
Galve ist ein Ort und eine Gemeinde (municipio) mit 144 Einwohnern (Stand: 2024) im Zentrum der Provinz Teruel in der Autonomen Region Aragonien im östlichen Zentralspanien. Von 1972 bis 1982 war Galve Teil der Gemeinde Perales del Alfambra.

## Lage und Klima
Der Ort Galve liegt im Süden des Iberischen Gebirges, etwa 40 km (Fahrtstrecke) nordnordöstlich der Stadt Teruel in einer Höhe von ca. 1190 m. Das Klima ist gemäßigt bis warm; Regen (ca. 486 mm/Jahr) fällt übers Jahr verteilt.

## Bevölkerungsentwicklung
| Jahr      | 1970 | 1981 | 1991 | 2001 | 2011 | 2021 |
| Einwohner | 214  | (-)  | 138  | 141  | 170  | 164  |

Die Mechanisierung der Landwirtschaft sowie die Aufgabe bäuerlicher Kleinbetriebe und der daraus resultierende Verlust an Arbeitsplätzen haben in der zweiten Hälfte des 20. Jahrhunderts zu einem deutlichen Bevölkerungsrückgang (Landflucht) geführt.

## Sehenswürdigkeiten
- Kirche Mariä Himmelfahrt
- Forschungsstätte Las Cerricas („Dinopark“) und paläontologisches Museum von Galve

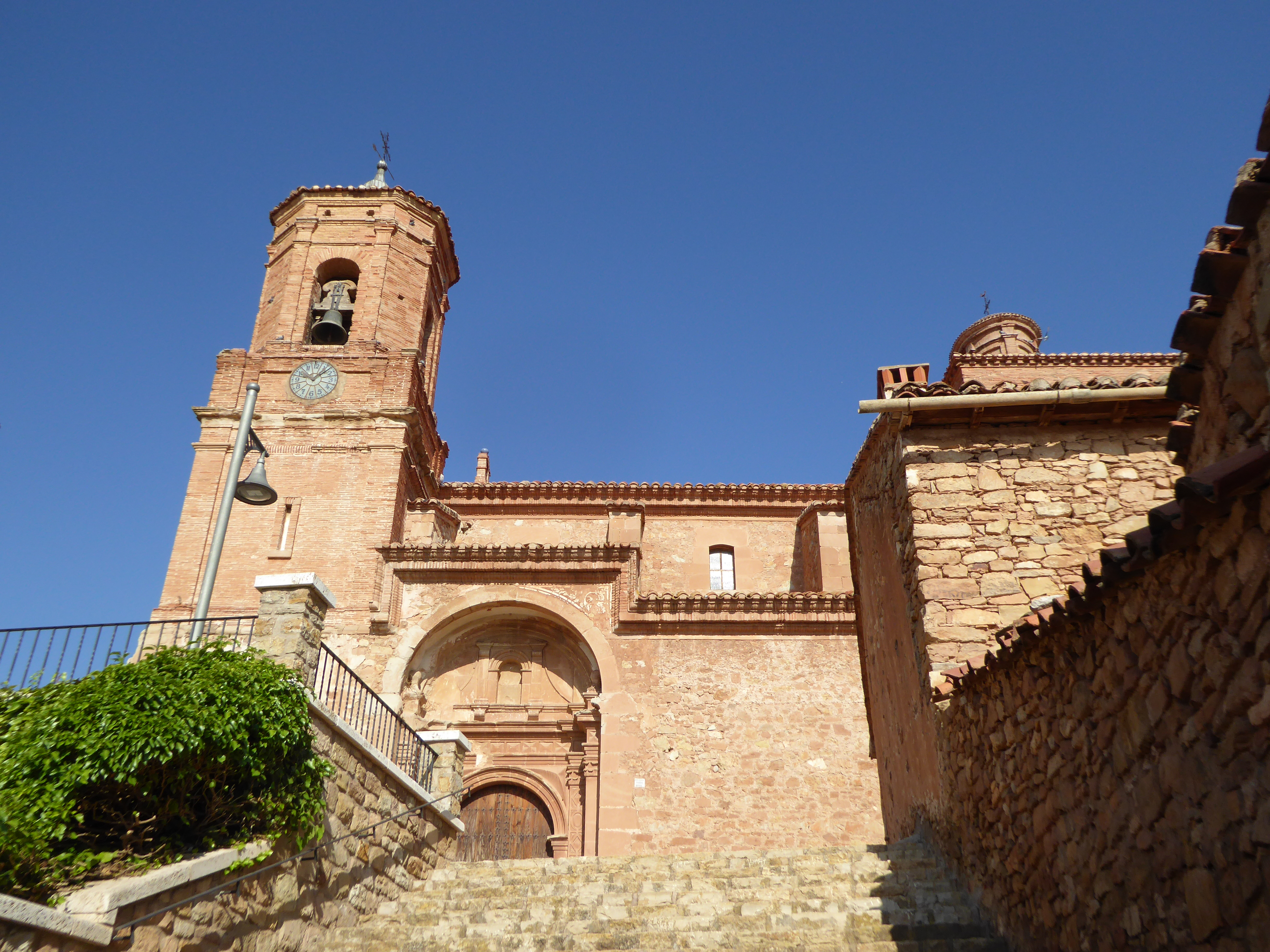
Kirche Mariä Himmelfahrt
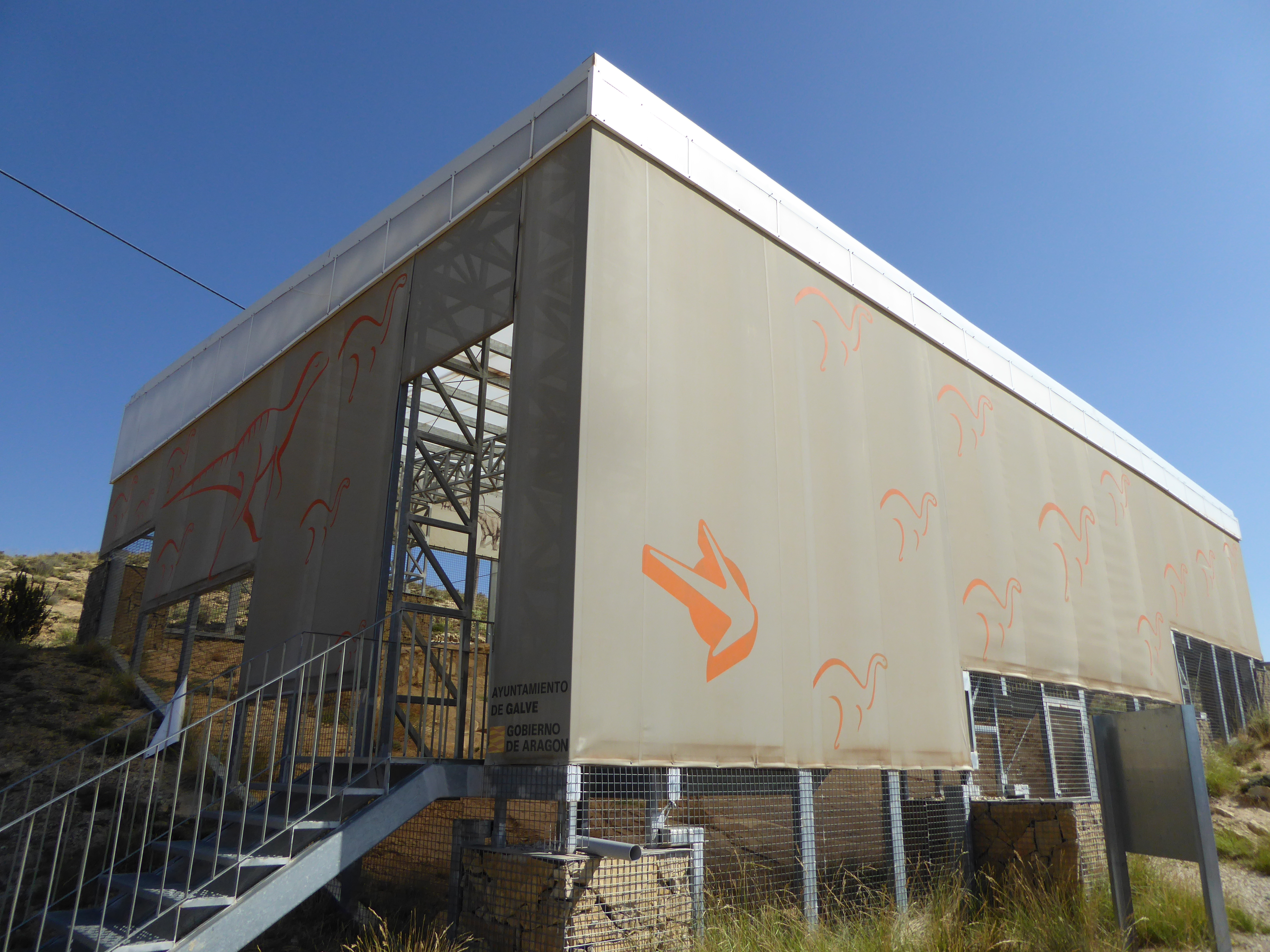
Paläontologische Forschungsstätte
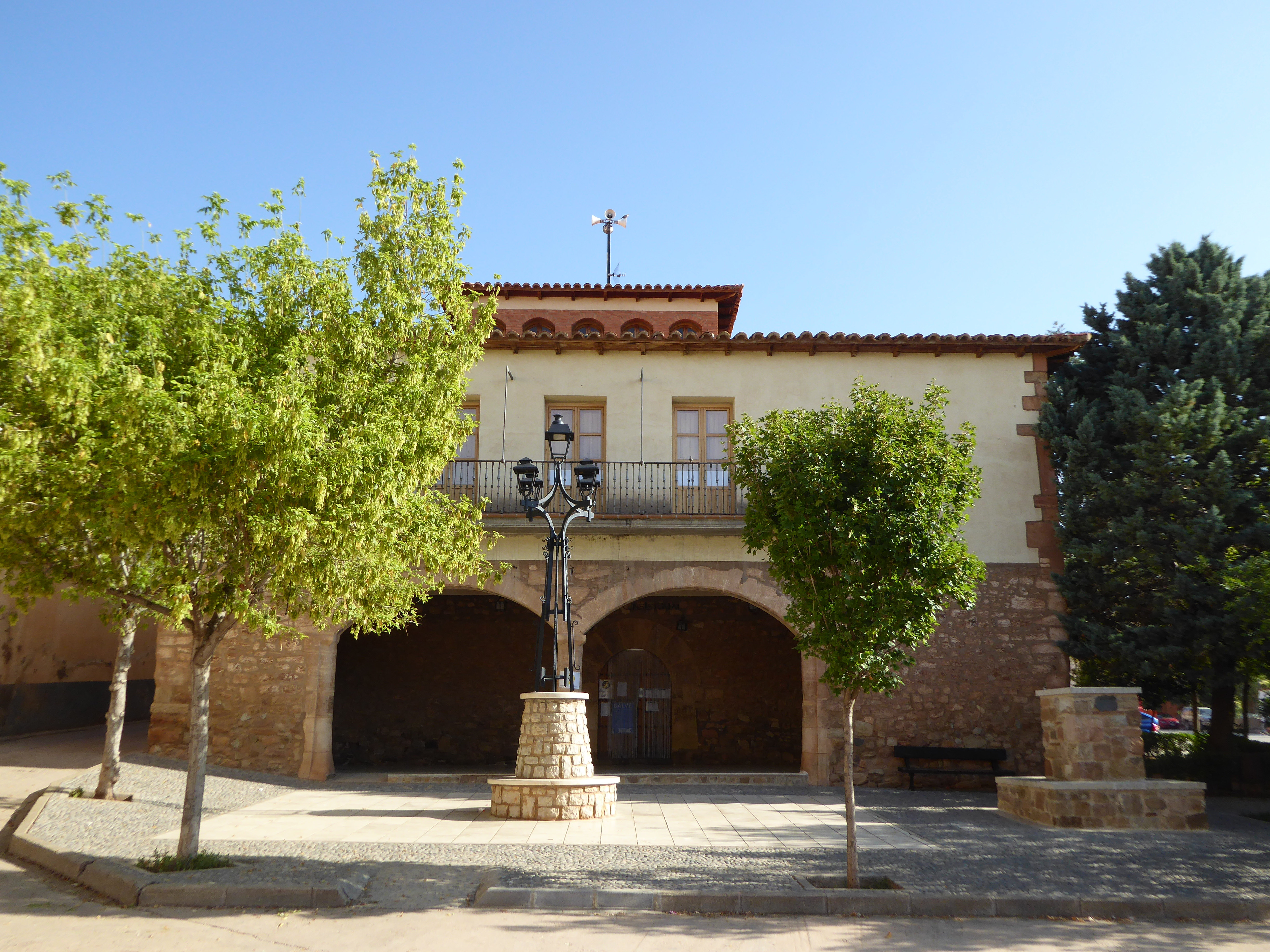
Rathaus